# Wycombe District
Wycombe war ein District in der Grafschaft Buckinghamshire in England. Er bestand von 1974 bis 2020. Verwaltungssitz war High Wycombe; weitere bedeutende Orte waren Bourne End, Downley, Marlow und Princes Risborough.
Der Bezirk wurde am 1. April 1974 gebildet und entstand aus der Fusion des Borough High Wycombe, des Urban District Marlow und des Rural District Wycombe. Am 1. April 2020 wurde der District aufgelöst und mit den drei anderen Districts der Grafschaft zur Unitary Authority Buckinghamshire vereinigt.